# Miracle Worker
Miracle Worker —en español: Trabajador milagroso— es el primer sencillo de rock supergrupo SuperHeavy de su auto-titulado álbum debut. Se trata de una canción de reggae/rock interpretada por Damian Marley, Joss Stone y Mick Jagger. Fue lanzado el 7 de julio de 2011 como una descarga digital en el Reino Unido. La canción llegó al número 136 en el UK Singles Chart, pero fue un gran éxito en Japón, alcanzando el número 9. En Italia fue certificado oro por descargas superiores a 15.000 unidades.

## Video musical
Un vídeo musical para acompañar el lanzamiento de "Miracle Worker" fue subido a YouTube el 12 de agosto de 2011 a una longitud total de cinco minutos y ocho segundos. Fue dirigido por Paul Boyd y filmada en los Paramount Studios en Los Ángeles, el video muestra a los cinco miembros de la banda.

## Listas de canciones
| Digital download |                                                                  |          |  |
| N.º              | Título                                                           | Duración |  |
| 1.               | «Miracle Worker» (Chris Lord-Alge Radio Mix)                     | 4:07     |  |
| 2.               | «Miracle Worker» (Damian "Jr Gong" Marley Main Mix - Radio Edit) | 4:07     |  |

- Datos: Q2053938